# اوتوا یوریکاگو کائی
اوتوا یوریکاگو کائی (ژاپنی: 音羽ゆりかご会) یک گروه کر کودکان است که در سال ۱۹۳۳ در ژاپن پایه‌گذاری شد.
این گروه نقش مهمی در ضبط و بازتولید صدا و پخش همگانی ترانه‌های ژاپنی کودکان در جهان داشته‌است و از سال ۱۹۴۳ تا ۱۹۵۱ همکاری نزدیکی با ان‌اچ‌کی داشت.
این گروه موسیقی در سال ۱۹۹۰ میلادی یک کنسرت موسیقی مستقل در تالار کارنگی نیویورک اجرا کرد.
از فیلم‌ها یا مجموعه‌های تلویزیونی که وی در آن‌ها نقش داشته‌است می‌توان به مشاهیر بزرگ جهان اشاره نمود.